# Gravesham
Gravesham (/ˈɡreɪvʃəm/ GRAYV-shəm) é um distrito de administração local com o estatuto de  borough em Kent, Inglaterra, a noroeste do condado.
Faz fronteira com Dartford e Sevenoaks a oeste, Tonbridge and Malling a sul, Medway a leste e Thurrock, no Essex, a norte na margem oposta do rio Tâmisa.
O seu centro administrativo é Gravesend, a maior cidade no borough e anteriormente designada por Gravesham em tempos antigos.
Gravesham foi criada pela fusão das paróquias do Borough Municipal de Gravesend, parte do distrito rural de Strood,  e do Distrito Urbano de Northfleet em 1 de Abril de 1974. Gravesham é cidade-irmã de Cambrai na Picardia, França.